# Chen Xingqiang
Chen Xingqiang (chiń. 陳星強; ur. 12 września 1972) – chiński zapaśnik w stylu wolnym. Olimpijczyk z Sydney 2000, gdzie zajął czternaste miejsce w kategorii 130 kg.
Zajął czternaste miejsce na mistrzostwach świata w 1999. Zdobył trzy medale na mistrzostwach Azji, srebrny w 2000 i brązowe w 1999 i 2001 roku.